# ライデッカー線

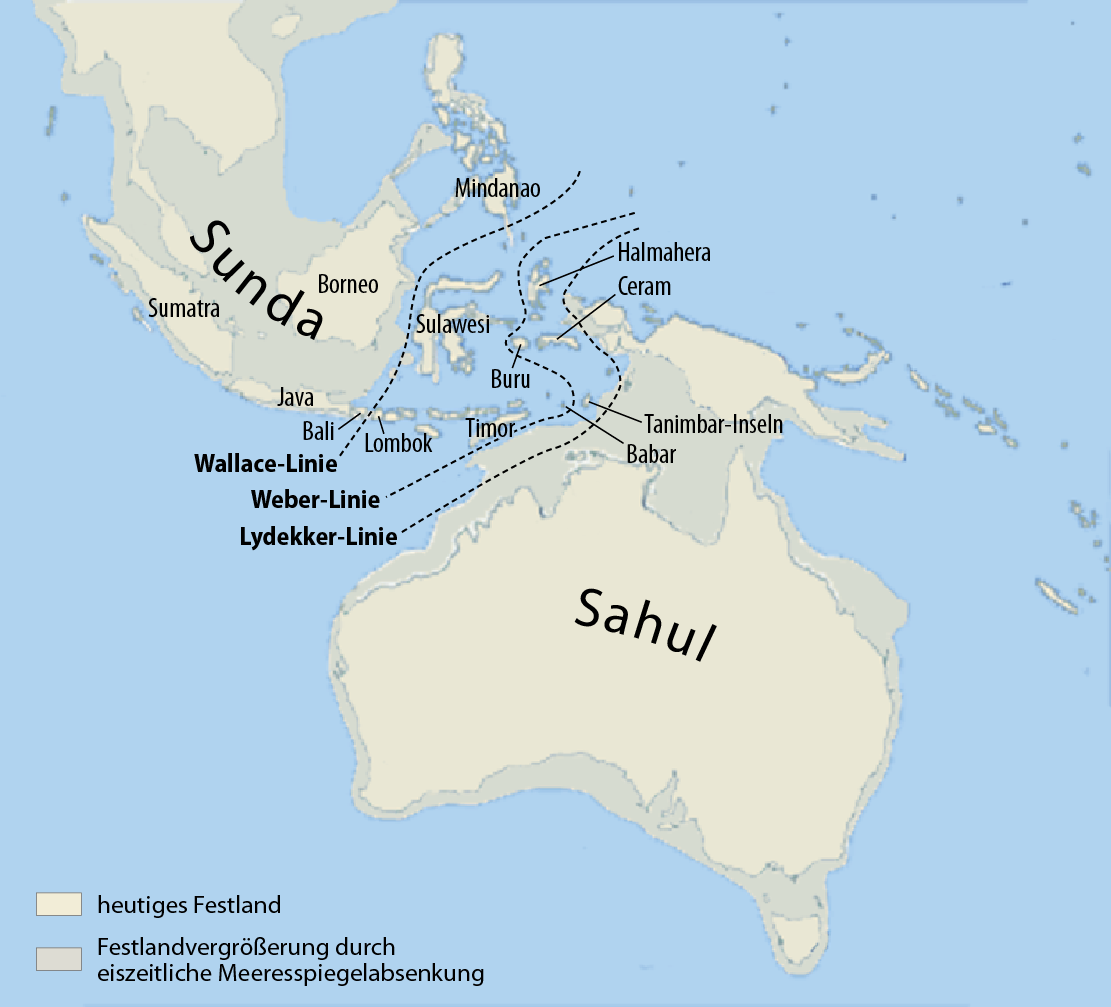
インドネシア多島海の生物分布境界線（黒色の点線）。左上がウォレス線、中央がウェーバー線、右下がライデッカー線。

ライデッカー線（ライデッカーせん、英語: Lydekker's Line）は、イギリスの動物学者リチャード・ライデッカーが1895年に提唱した生物の分布境界線である。
彼は、生物地理区分のうち東洋区とオーストラリア区との境をめぐって、ウォレス線よりも東に境界線が引けることを指摘した。ウォレス線とライデッカー線との間は、独特の生物相を示すワラセア（ウォーレシア）として知られる。